# Robert Piloty (Informatiker)
Robert Piloty (* 6. Juni 1924 in München; † 21. Januar 2013) war ein deutscher Informatiker und Hochschullehrer. Er gehörte zu den Pionieren auf dem Gebiet der Konstruktion von programmgesteuerten Rechenanlagen und war einer der Gründerväter der Informatikstudiengänge in Deutschland.
Als Mitglied des Fachbeirates und Vorsitzender der Kommission für die Einführung des Informatikstudiums in Deutschland war er maßgeblich an der Einführung und Gestaltung des Informatikstudiums in ganz Deutschland beteiligt. 1964 als Professor der Elektrotechnik an die Technische Hochschule Darmstadt (heute: Technische Universität Darmstadt) berufen, war er auch dort wesentlich an der Entwicklung des Informatikstudiengangs beteiligt. Mit dem Umbenennen des vormals nach dem Chemiker Eduard Zintl benannten Gebäudes in „Robert-Piloty-Gebäude“ nach dem Abschluss dessen Renovierung im Jahr 2004 würdigte die TU Darmstadt seine Verdienste in Darmstadt und in ganz Deutschland.
Als Mitglied der Generalversammlung und als Vizepräsident der International Federation for Information Processing (IFIP) hatte Robert Piloty über viele Jahre die deutsche Informatik international vertreten.

## Leben
Robert Piloty wurde am 6. Juni 1924 als Sohn von Hans Piloty geboren. Nach dem Studium der Elektrotechnik promovierte er über Die Ausbreitung elektromagnetischer Wellen in inhomogenen Rechteckrohren an der Technischen Hochschule München bei Hans Heinrich Meinke. Inspiriert durch einen Studienaufenthalt am amerikanischen Massachusetts Institute of Technology (MIT) entstand durch seine Initiative und unter seiner technischen Leitung ab 1949 an der TH München (heute: Technische Universität München) die PERM (Programmgesteuerte Elektronische Rechenanlage München). Das außerordentlich erfolgreiche PERM-Projekt unter der Gesamtleitung seines Vaters Hans Piloty und dessen Mathematikerkollegen Robert Sauer etablierte die notwendige Hard- und Softwarebasis für viele weitere Forschungsarbeiten auf dem damals erst entstehenden Gebiet der Informatik. Die PERM wurde lange Jahre im Rechenzentrum der TH München und bei der Ausbildung von Entwicklungsingenieuren für die deutsche Computerindustrie benutzt. Sie kann heute im Deutschen Museum in München besichtigt werden. Nach dem Ende der PERM-Aktivitäten ging Robert Piloty als stellvertretender Leiter des IBM-Forschungslabors 1955 nach Zürich und übernahm 1957 die Leitung der Systemplanung bei SEL in Stuttgart. Seit 1961 schon außerplanmäßiger Professor an der TH München, wurde er 1964 auf den Lehrstuhl für Nachrichtenverarbeitung der Fakultät für Elektrotechnik der TH Darmstadt berufen. Er gründete das Institut für Nachrichtenverarbeitung, aus dem später das heutige Institut für Datentechnik mit jetzt vier Professuren hervorgegangen ist.
In seiner Forschungstätigkeit hat er sich mit einer Vielzahl von Gebieten beschäftigt, von der Mikrowellentechnik, über den rechnergestützten Schaltungsentwurf und Hardwarebeschreibungssprachen (Hardware Description Languages, HDLs) bis hin zu Entwurfsdatenbanken. Insbesondere die Entwicklung erster HDLs auf Registertransferebene wurde in der internationalen CONLAN-Arbeitsgruppe fortgesetzt, die unter der Leitung von Robert Piloty in der Zeit vor VHDL und Verilog einen Bezugsrahmen für die Definition von standardisierten Hardwarebeschreibungssprachen mit präziser Semantik entwickelte.
Robert Piloty wurde 1990 emeritiert.

## Robert Piloty-Preis
Seit 2016 wird der Robert Piloty-Preis alle zwei Jahre von den  Fachbereichen Informatik, Elektro- und Informationstechnik und Mathematik an der TU Darmstadt vergeben. Er führt die Alwin-Walther-Medaille der TU Darmstadt fort, die gemeinsam von den Fachbereichen Informatik und Mathematik vergeben wurde.

## Schriften
- Hans Piloty, Robert Piloty, Hans-Otto Leilich und W. Proebster: Die Programmgesteuerte elektronische Rechenanlage München (PERM), NTZ 8, Nov/Dez 1953
- Wolfgang Hilberg, Robert Piloty: Grundlagen elektronischer Digitalschaltungen. 2. Auflage. Oldenbourg, München 1981, ISBN 3-486-21762-3
- Wolfgang Hilberg, Robert Piloty (Hrsg.): Zweites [2.] Darmstädter Kolloquium. Oldenbourg, München 1979 (Mikroprozessoren und ihre Anwendungen, 2)
- R. Piloty et al.: CONLAN Report, Springer Lecture Notes in Comp. Science, 1983
- R. Piloty: Das Erfolgsgeheimnis des Internet, Jahrbuch 2001 Braunschweig. Wiss. Gesellschaft, Cramer Verlag 2002

## Auszeichnungen
- 1980 IFIP Silver Core
- 1985 Bundesverdienstkreuz I. Klasse
- 1989 Verleihung der Konrad-Zuse-Medaille für Verdienste um die Informatik der Gesellschaft für Informatik
- 1991 Erasmus-Kittler-Medaille der TU Darmstadt
- 1993 o. Mitgl. Europ. Akad. d. Wiss. u. Künste
- 1997 IEEE Fellow
- 2000 Verleihung der Alwin-Walther-Medaille durch die TU Darmstadt
- 2001 Carl-Friedrich-Gauß-Medaille
- 2004 Einweihung des neuen Informatikgebäudes der TU Darmstadt auf den Namen Robert Piloty